# Trichopitys
Trichopitys ist eine ausgestorbene, paläozoische Samenpflanze und wird als ältester Vertreter der Ginkgoales angesehen. Sie ist die einzige Vertreterin der Familie Trichopityaceae. 

## Merkmale
Die Blätter sitzen an Langtrieben in spiraliger Anordnung. Sie sind nicht abgeflacht und besitzen keinen abgesetzten Blattstiel. Sie sind bis 10 cm lang und in vier bis acht Segmente zerteilt. 
An den vegetativen Sprossachsen gibt es Abschnitte, die fertile Strukturen bilden.  
Die samentragenden Sprosse sitzen in Blattachseln und haben eine wenig ausgeprägte Achse. Die Achse trägt zwei bis sechs spiralig angeordnete Zweige, von denen jeder eine rückwärts gebogene Samenanlage trägt. Die Samenanlagen sind klein, rund 6 mm lang, abgeflacht, orthotrop und invertiert. Die samentragenden Achsen ähneln morphologisch aberranten Samenträgern, wie sie selten bei Ginkgo vorkommen können. 

## Verbreitung
Trichopitys ist nur von Funden in Lodève im Département Hérault in Südfrankreich bekannt. Die Funde stammen aus dem Unterperm (Autunium). 

## Systematik
Es ist nur die Typusart Trichopitys heteromorpha bekannt. 
Trichopitys wird allgemein nahe der Basis der Ginkgoales angesiedelt. Die Klassifikation ist jedoch unterschiedlich. Zhou (2009) führt die Gattung in einer monotypischen Familie Trichopityaceae. Diese war 1987 von Meyen aufgestellt worden. Die Familie ist Teil der Ginkgoales. 
Archangelky und Cúneo hatten Trichopitys 1990 zusammen mit Dicranophyllum und Polyspermophyllum in eine Ordnung Dicranophyllales gestellt. Taylor, Taylor und Krings führen die Gattung 2009 ohne genauere Klassifizierung als paläozoische Vertreter der Ginkgophyta. 

## Belege
- Zhi-Yan Zhou: An overview of fossil Ginkgoales. In: Palaeoworld. Band 18, Nr. 1, 2009, S. 1–22, doi:10.1016/j.palwor.2009.01.001.
- Thomas N. Taylor, Edith L. Taylor, Michael Krings: Paleobotany. The Biology and Evolution of Fossil Plants. 2. Auflage. Academic Press, Amsterdam u. a. 2009, ISBN 978-0-12-373972-8. S. 744f.